# ニコラス・フィリップス (フィリップス男爵)

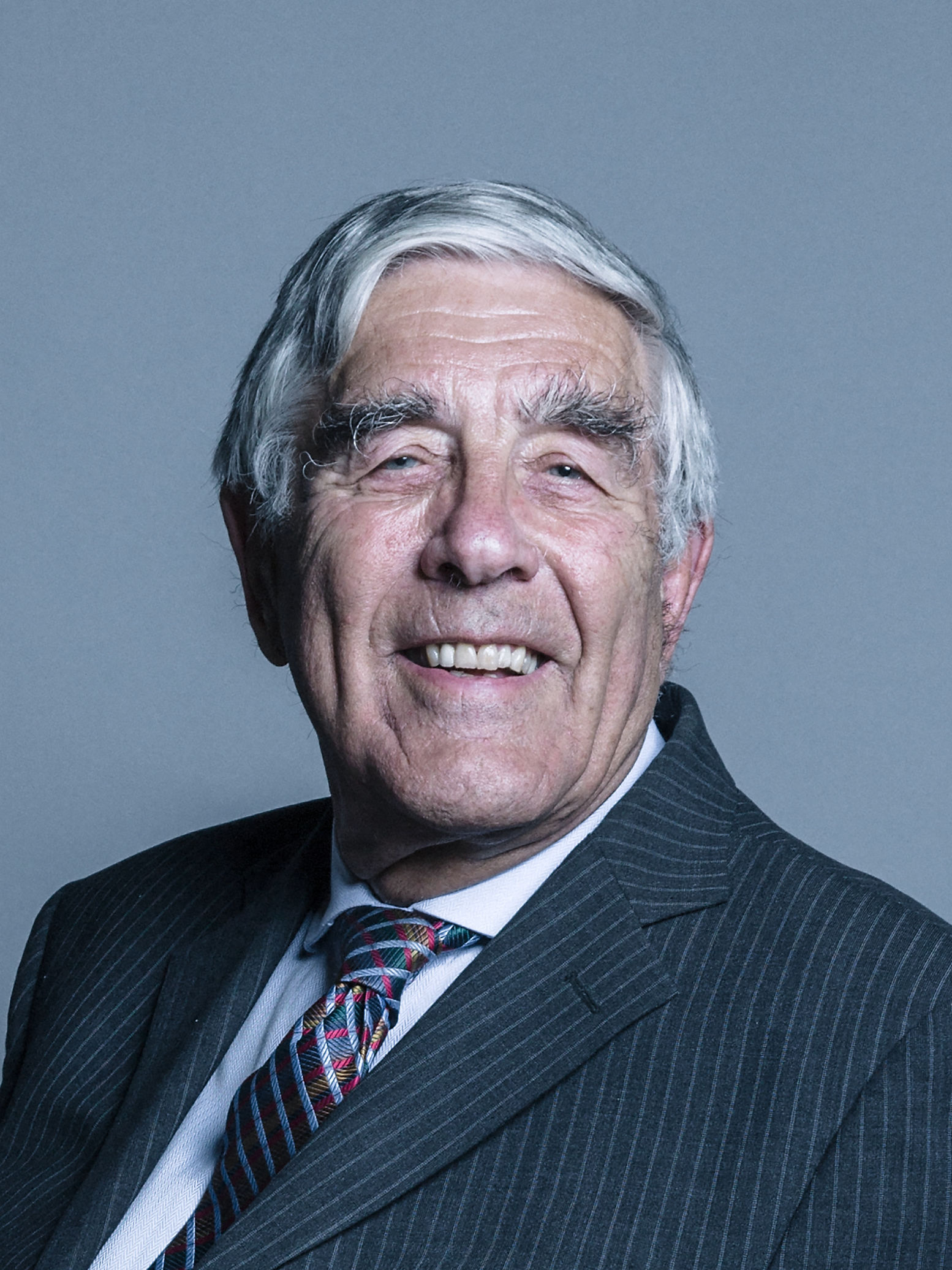
フィリップス男爵ニコラス・フィリップス（2018年3月）

ワース・マトラヴァーズのフィリップス男爵、ニコラス・アディソン・フィリップス（英: Nicholas Addison Phillips, Baron Phillips of Worth Matravers, KG, PC、1938年1月2日 -）は、イギリスの裁判官、法服貴族、政治家。
裁判官としてキャリアを積み、1999年に常任上訴法服貴族となり、2008年から首席常任上訴法服貴族となったが、2009年に貴族院から最高裁判所権能が切り離されたのに伴い、連合王国最高裁判所初代長官に転じて2012年まで務めた。

## 経歴
1938年1月21日生まれ。ブライアンストン・スクールを経てケンブリッジ大学キングス・カレッジへ進学。
1962年に法廷弁護士資格を取得した。1973年から1978年にかけて国防省や財務省の行政問題に関する弁護士となる。1978年に勅選弁護士(QC)となる。1982年から1987年まで刑事法院臨時裁判官を務めた。1987年から1995年にかけては女王座部高等法院裁判官を務めた。
1991年から1997年までブリティッシュ・カウンシル法諮問委員会の委員長を務め、1992年から1997年まで法教育評議会の議長を務めた。
1995年に枢密顧問官（PC）に列する。
1995年から1998年まで控訴院裁判官を務める。
1999年1月12日に常任上訴法服貴族となり、一代限りの爵位「カムデン・ロンドン特別区におけるベルザイズ・パークのワース・マトラヴァーズのフィリップス男爵」（Baron Phillips of Worth Matravers, of Belsize Park in the London Borough of Camden）を与えられ、貴族院に議席を得る。
2000年6月6日に記録長官に就任する。2005年からはイングランド・ウェールズ首席判事へ転任。
2008年から首席常任上訴法服貴族となるが、2009年に貴族院から最高裁判所機能が切り離されて、連合王国最高裁判所が新設されたのに伴い、連合王国最高裁判所初代長官に転任した。規定により常任上訴法服貴族は最高裁判所裁判官を務めている間は貴族院への出席権・投票権を失うが、退任すると貴族院議員資格が復活することになった。
在職中の2011年4月23日に女王エリザベス2世よりガーター勲章勲章士(KG)に叙せられた。
2012年に最高裁判所長官を退任したため、貴族院議員に復した。

## 栄典
- 1995年、枢密顧問官（PC）[1]
- 1998年、名誉法学博士号（LLD）（エクセター大学名誉学位）[1]
- 1999年1月12日、ワース・マトラヴァーズのフィリップス男爵（法服貴族爵位）[1]
- 2011年4月23日、ガーター勲章勲章士（KG）[5]